# Alfonso de Aragón el Joven
Alfonso de Aragón el Joven, también conocido como Alfonso II de Gandía o Alfonso o Alonso V de Ribagorza (agosto de 1362-31 de agosto de 1422 o 1424), II duque de Gandía, II conde de Denia y III conde de Ribagorza. Era hijo del conde Alfonso de Aragón el Viejo, I duque de Gandía, I marqués de Villena, I conde de Denia y II conde de Ribagorza, y de su esposa Violante Jiménez de Arenós, también llamada Violante Díez de Arenós, hija de Gonzalo Díez de Arenós y de su esposa Juana Cornell.

## Biografía
Se casó en 1396 en Tudela con María, infanta de Navarra, (Puente la Reina, c. 1360 o 1360 - d. 1400 a. 1415), hija de Carlos II de Navarra y de su esposa Juana de Francia. Después de enviudar contrajo un segundo matrimonio en 1415 con Violante de Villafeliche o de Vilarig. No tuvo hijos legítimos pero sí dos hijos fuera de matrimonio: Jaime de Aragón, a quien su padre le heredó con la baronía de Arenós y otros lugares, y Juan de Aragón, ambos solteros y sin descendencia.
Fue pretendiente al trono de la Corona de Aragón durante el Compromiso de Caspe después de la muerte de su padre  alegando mejor derecho al trono por ser descendiente por línea recta de varón del rey Jaime II de Aragón, pero tenía muy poco apoyo y acabó la votación final sin ningún voto a su favor. Luchó al lado de Fernando de Antequera, quien fue elegido rey de Aragón, durante el asedio de Balaguer cuando Jaime II de Urgel, otro de los pretendientes al trono, se sublevó contra el rey Fernando, bloqueando la ciudad por el portal de Lérida, y negociando la rendición de los sublevados.
Alfonso el Joven impulsó la construcción de importantes monumentos como el Monasterio de San Jerónimo de Cotalba y el Palacio Ducal de Gandía que fueron anteriormente iniciados por su padre. 
A su muerte sin descendencia legítima se produjo un pleito por la sucesión de sus territorios, que se resolvió entregando provisionalmente Gandía a Hugo de Cardona y Gandía. Pocos años después, en 1433, Hugo de Cardona debió ceder el Ducado de Gandía al infante Juan de Aragón, futuro Juan II de Aragón. De esta manera volvían a unirse los títulos de duque de Gandía y conde de Ribagorza.